# Tramlijn Heerenveen - Drachten
De tramlijn Heerenveen - Drachten was een tramlijn in de Nederlandse provincie Friesland tussen Heerenveen en Drachten. 

## Geschiedenis
De lijn werd in gedeeltes geopend door de Nederlandsche Tramweg Maatschappij (NTM). Van Heerenveen tot Gorredijk in 1882 en van Gorredijk tot Drachten op 18 augustus 1884. 
De lijn werd gesloten voor personenvervoer op 4 mei 1947 waarna tussen Heerenveen en Gorredijk en tussen Lippenhuizen en Drachten nog tot 5 oktober 1947 goederenvervoer plaats vond. Het gedeelte tussen Gorredijk en Lippenhuizen bleef nog voor goederenvervoer in gebruik tot 30 september 1962 door de NS. 